# أحمد خان (لرستان)
أحمد خان ((بالفارسية: احمدخان)، أيضا بالحروف اللاتينية كما Aḩmadkhān. تُعرف أيضًا باسم دوم تانغ) هي قرية في منطقة زيرتانج الريفية، منطقة كوناني، مقاطعة كوهدشت، محافظة لرستان، إيران. في تعداد عام 2006، بلغ عدد سكانها 50، حسب تعداد عام 2006.